# Schlacht bei Warschau (1920)
Die Schlacht bei Warschau (gelegentlich auch als das Wunder an der Weichsel, polnisch Cud nad Wisłą bezeichnet) war die entscheidende Schlacht im Polnisch-Sowjetischen Krieg, der kurz nach dem Ende des Ersten Weltkrieges begann und mit dem Frieden von Riga endete.
Die Schlacht bei Warschau wurde vom 13. bis zum 25. August 1920 ausgetragen, als Kräfte der Roten Armee unter dem Befehl von Michail Tuchatschewski auf die polnische Hauptstadt Warschau und die nahe gelegene Festung Modlin zumarschierten. Am 16. August führte die polnische Armee unter dem Befehl von Józef Piłsudski einen Gegenangriff von Süden durch, der die sowjetischen Truppen zu einem unorganisierten Rückzug nach Osten über die Memel zwang. Geschätzte 10.000 Rotarmisten wurden getötet, 500 vermisst, 10.000 verwundet und 66.000 gerieten in Kriegsgefangenschaft. Auf polnischer Seite wurden 4.500 Soldaten getötet, 10.000 vermisst und 22.000 verwundet.
Vor dem polnischen Sieg an der Weichsel sahen sowohl die Bolschewiki als auch die Mehrheit der ausländischen Experten Polen am Rand der Niederlage. Der überwältigende und unerwartete polnische Sieg schwächte die Rote Armee entscheidend. In den folgenden Monaten konnten weitere polnische Siege erreicht, die Ostgrenze Polens weit nach Osten vorgeschoben und im Friedensvertrag von Riga die Unabhängigkeit Polens gesichert werden.

## Die Schlacht

### Die Schlachtpläne

#### Der polnische Schlachtplan
Im Zuge der erfolgreichen sowjetischen Gegenoffensive ab Mai 1920 hatte die Westliche Armeegruppe der Roten Armee unter Michail Tuchatschewski am 11. Juli Minsk und am 19. Juli Hrodna erobert. Am 28. Juli erreichten die Sowjets Białystok und drei Tage später wurde die Festung von Brest eingenommen. Der Rückzug der polnischen Kräfte aus dem Nordosten war zunächst ungeordnet und wurde erst ab Anfang August wieder organisierter durchgeführt.
Zunächst wollte Józef Piłsudski seine Gegenoperation am Westlichen Bug und in Brest gründen, aber der unerwartete Fall der Festung vereitelte diesen Plan. In der Nacht vom 5. auf den 6. August erdachte Piłsudski im Warschauer Belvedere-Palast einen überarbeiteten Plan. Dieser Plan rief die polnischen Kräfte zum Rückzug über die Weichsel und zur Verteidigung der Brückenköpfe bei Warschau und am Wieprz. Etwa 25 Prozent der verfügbaren Divisionen sollten im Süden für einen strategischen Gegenangriff zusammengezogen werden.

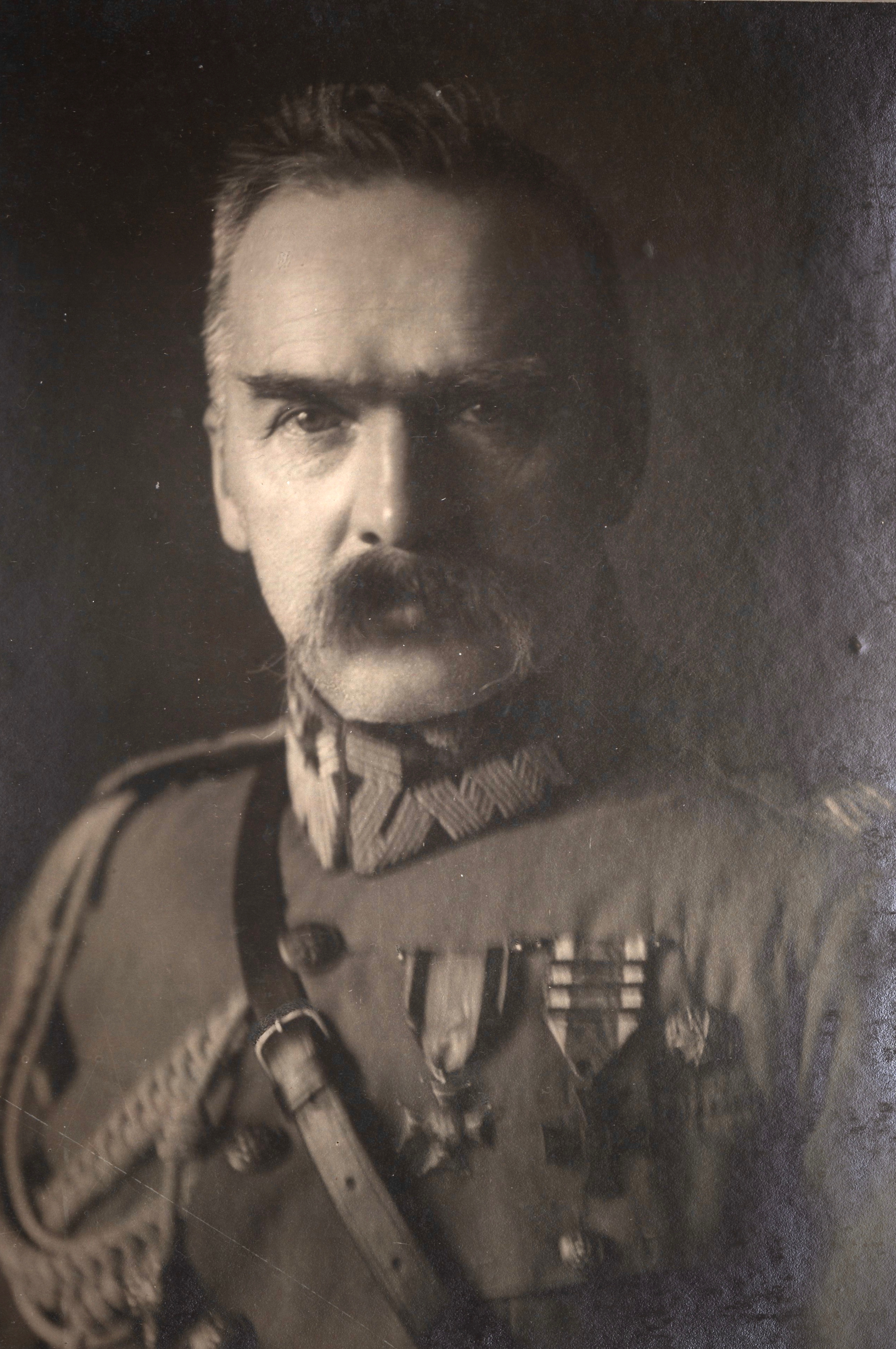
Der polnische Befehlshaber: Józef Piłsudski

Des Weiteren sah Piłsudskis Plan für die 1. und 2. Armee von General Józef Hallers zentralen Truppenverbänden (10½ Divisionen) eine passive Rolle vor, bei der sie sich den sowjetischen Frontalangriffen auf Warschau aus dem Osten entgegenstellten und ihre Grabenstellungen um jeden Preis halten sollten. Zur gleichen Zeit sollte die 5. Armee (5½ Divisionen) unter General Władysław Sikorski, der General Haller untergeordnet war, den nördlichen Bereich nahe der Festung Modlin verteidigen und, falls dies notwendig werden sollte, Schläge hinter Warschau ausführen. Damit sollten sowjetische Kräfte abgeschnitten werden, die den Versuch unternahmen, Warschau aus dieser Richtung zu umkreisen. Weiterhin sollte die 5. Armee die gegnerische Front durchbrechen, um in den Rücken der nordwestlichen sowjetischen Front einzufallen. Zusätzliche fünf Divisionen der 5. Armee sollten Warschau aus nördlicher Richtung verteidigen. General Franciszek Latiniks 1. Armee sollte Warschau selbst verteidigen, während General Bolesław Rojas 2. Armee die Front an der Weichsel von Góra Kalwaria bis nach Dęblin halten sollte.
Die wichtigste Rolle war jedoch einer relativ kleinen (etwa 20.000 Mann), neu zusammengestellten „Reservearmee“ (auch Sturmgruppe (polnisch Grupa Uderzeniowa)) zugedacht, die von Józef Piłsudski persönlich kommandiert wurde und in der die kampferfahrenen und fest entschlossenen polnischen Einheiten von der südlichen Front zusammengezogen wurden. Sie wurden von General Leonard Skierskis 4. Armee und General Zygmunt Zielińskis 3. Armee unterstützt, die nach dem Zurückweichen aus dem Gebiet des Westlichen Bug nicht direkt in Richtung Warschau abzogen, sondern den Wieprz überschritten und so den Kontakt mit ihren Verfolgern verloren. Die Aufgabe der Sturmgruppe war es, die Speerspitze einer schnellen nördlichen Offensive aus dem Weichsel-Wieprz-Dreieck südlich von Warschau zu bilden, wo der polnische Geheimdienst eine Schwachstelle zwischen der sowjetischen westlichen und südwestlichen Front ausgemacht hatte. Dieser Schlag würde die sowjetische westliche Front von ihrem Nachschub abschneiden und ihre Bewegungen durcheinanderbringen. Letztlich sollte sich die Lücke zwischen General Sikorskis 5. Armee und der vorrückenden Stoßgruppe an der ostpreußischen Grenze schließen und somit die sowjetische Offensive einschließen.
Obwohl der Plan auf recht zuverlässigen Informationen des polnischen Geheimdienstes und abgefangenen sowjetischen Funksprüchen basierte, wurde er doch von vielen hochrangigen Offizieren und Militärexperten, die schnell die mangelnde formelle militärische Ausbildung Piłsudskis herausstellten, als „amateurhaft“ bezeichnet. Nur eine Woche vor dem geplanten Gegenangriff kämpften viele polnische Einheiten an Stellen, die noch 150 bis 250 km von den Sammelpunkten entfernt waren. Alle Truppenbewegungen sollten innerhalb der Schlagdistanz der Roten Armee stattfinden. Ein starker Stoß der Roten Armee könnte die Pläne für einen polnischen Gegenangriff zunichtemachen und den Zusammenhalt der gesamten polnischen Front gefährden. Piłsudskis Plan wurde auch von den polnischen Kommandeuren und Offizieren der Französischen Militärmission kritisiert. Sogar Piłsudski gab später in seinen Memoiren zu, dass das Vorhaben ein gefährliches Spiel war und dass die Gründe für den Entschluss, an dem Plan festzuhalten, die defätistische Haltung der Politiker, die Sorge um die Sicherheit der Hauptstadt und das vorherrschende Gefühl waren, wenn Warschau fiele, wäre alles verloren. Nur die verzweifelte Situation und die Einsicht, dass es unter diesen Umständen die einzige Möglichkeit war, der vernichtenden Niederlage zu entgehen, überzeugten die anderen Kommandeure, dem Plan zu folgen. Ironischerweise wurde der Plan, als er den Sowjets „versehentlich“ in die Hände fiel, für einen dürftigen Täuschungsversuch gehalten und ignoriert, was sich im Nachhinein natürlich als Fehler herausstellte.

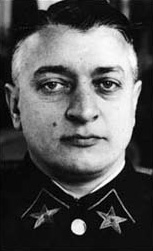
Sowjetischer Befehlshaber: Michail Tuchatschewski

Es gibt eine Kontroverse über die Urheberschaft des Plans. Aufgrund von Piłsudskis politischer Einstellung war er beim rechten Flügel der polnischen Politik in hohem Maße unbeliebt. Deswegen behaupteten nach der Schlacht viele Journalisten, dass der Plan eigentlich entweder von dem französischen General Maxime Weygand oder vom polnischen Stabschef Tadeusz Rozwadowski vorbereitet worden wäre. Laut neuesten wissenschaftlichen Erkenntnissen schlug die Französische Militärmission in Polen nur eine kleinere taktische Gegenoffensive von zwei Divisionen in Richtung Mińsk Mazowiecki vor. Damit sollten die bolschewistischen Kräfte um 20 Kilometer zurückgedrängt werden, um anschließend Verhandlungen um einen Waffenstillstand zu erreichen. Auf der anderen Seite sah der Plan von General Rozwadowski einen tiefen Vorstoß in die russischen Linien aus der Gegend um den Wieprz vor. Demgegenüber schlug Piłsudski eine groß angelegte Operation vor, in der große Teile der Kräfte dafür eingesetzt wurden, den Gegner zu schlagen, statt ihn nur zurückzudrängen. Der Plan wurde von der Französischen Militärmission, die nicht glaubte, dass die polnische Armee sich nach einem 600 Kilometer langen Rückzug neu formieren könnte, abgelehnt.

#### Der sowjetische Schlachtplan
Michail Tuchatschewski plante, Warschau zu umgehen und einzukreisen, indem er die Weichsel nahe Włocławek überqueren, dann seine Truppen nördlich und südlich der Stadt aufstellen und den Angriff von Nordwesten beginnen wollte. Hierbei sollte das Kavalleriekorps unter Gaik Bschischkjan als bewegliche Stoßtruppe den Durchbruch erzielen. Er hatte vor, mit seinen 24 Divisionen das klassische Manöver von Iwan Paskewitsch zu wiederholen, der 1831 während des Novemberaufstands die Weichsel bei Thorn überquert und Warschau praktisch ohne Widerstand erreicht hatte. Dieser Zug würde auch die polnischen Kräfte von Danzig, dem einzigen offenen Hafen für die Verschiffung von Waffen und Nachschub, abschneiden.
Die größte Schwäche des sowjetischen Plans war die schlecht verteidigte südliche Flanke, die nur durch die Prypjatsümpfe und die schwache, nach dem Ort Mosyr benannte Mosyr-Gruppe (Мозырская группа) gesichert wurde; der Großteil der sowjetischen südwestlichen Front war mit der Lemberger Operation beschäftigt. Tuchatschewski wusste um diese Schwachstelle, er wurde allerdings durch mehrere Faktoren dazu gedrängt, dieses Risiko einzugehen. Einerseits waren die Befehle der politischen Führung klar. Lenin erwartete in den Industriestaaten Europas ein Ausgreifen der Revolution. Polen sollte als die Brücke Russlands in den Westen daher schnellstmöglich eingenommen werden. Des Weiteren sprachen Berichte des sowjetischen Geheimdienstes von einem kommenden Umbruch in Polen, der nur noch einen Anstoß durch die Rote Armee brauche. Andererseits drängte auch die militärische Lage nach möglichst schnellem Vorgehen, da Tuchatschewski wusste, dass die polnischen Truppen mit jedem Tag durch Einberufungen und die Aufstellung von Freiwilligeneinheiten stärker wurden. Auch die Erfahrungen im Bürgerkrieg spielten eine Rolle. Die Weißen Armeen waren durch sinkende Disziplin und Moral auf dem Rückzug immer schwächer geworden, je mehr sie von ihrem Ziel Moskau abgedrängt wurden. Dass die Polen sich vergleichsweise sehr geordnet und mit zahlreichen Rückzugsgefechten ins Landesinnere absetzten, wurde dabei angesichts des schnellen Vormarsches auf Warschau ignoriert.

### Die erste Phase, 12. August
In der Zwischenzeit rückten die Bolschewiki vor. Gaik Bschischkjans Kavalleriekorps überquerte zusammen mit der 4. Armee die Wkra und marschierte auf Włocławek zu. Die 15. und die 3. Armee näherten sich der Festung Modlin, und die 16. Armee bewegte sich auf Warschau zu.
Der Angriff auf Warschau begann am 12. August mit dem Angriff der 16. Armee auf die Stadt Radzymin, die nur 23 Kilometer östlich von Warschau liegt. Der anfängliche Erfolg dieses Angriffs veranlasste Piłsudski, seine Pläne um 24 Stunden aufzuschieben.

Stellungen vor der Schlacht

Am 13. August begann die Rote Armee einen Frontalangriff auf den Brückenkopf in Praga. Während der schweren Kämpfe wechselte die Herrschaft über Radzymin mehrmals, und ausländische Diplomaten, mit Ausnahme des britischen Botschafters und des Vertreters des Vatikans, verließen Warschau überstürzt. Am 14. August fiel die Ortschaft an die Rote Armee, und die Linien von General Władysław Sikorskis 5. Armee wurden durchbrochen. Die 5. Armee musste gegen drei sowjetische Armeen gleichzeitig kämpfen: die 3., die 4. und die 15. Armee. Der Bereich um Modlin wurde mit Reservetruppen (die als Sibirische Brigade bekannte polnische 5. Schützendivision und die 18. Infanteriedivision von Franciszek Krajowski – beides kampferprobte Elitetruppen) verstärkt, sodass die 5. Armee die Stellung bis zum Morgen halten konnte.
Die Situation konnte um Mitternacht gesichert werden, als das 203. Ulanen-Regiment durch die bolschewistischen Linien brechen und die Sendemasten der sowjetischen 4. Armee von Alexander Schuwajew zerstören konnte. Diese Einheit hatte damit nur noch einen verbliebenen Sendemast, der fest auf eine Frequenz eingestellt war, die zudem bereits dem polnischen Geheimdienst bekannt war. Da der polnische Geheimdienst nicht wollte, dass die Bolschewiki wussten, dass ihre Codes geknackt waren, aber trotzdem der andere Sendemast neutralisiert werden sollte, sendete der Sendemast in Warschau das Buch Genesis in polnischer und lateinischer Sprache auf der Frequenz der 4. Armee. Die 4. Armee verlor daraufhin den Kontakt mit ihrem Hauptquartier und setzte ihren Marsch auf Thorn und Płock fort, da Tuchatschewskis Befehl, sich nach Süden zu bewegen, sie nicht erreichte. Der Überraschungsangriff der 203. Ulanen wird manchmal von polnischer Seite als das Wunder von Ciechanów bezeichnet.
Zur gleichen Zeit leistete die polnische 1. Armee unter General Franciszek Latinik dem Angriff der Roten Armee auf Warschau mit sechs Schützendivisionen Widerstand. Der Kampf um die Kontrolle in Radzymin zwang General Józef Haller, Kommandeur der polnischen Nördlichen Front, den Gegenangriff der 5. Armee eher als geplant zu beginnen.
Während dieser Zeit stellte Piłsudski seine Pläne für die Gegenoffensive fertig. Er entschied sich, den Angriff persönlich zu leiten und hatte aufgrund der damit verbundenen großen Risiken bereits ein Schreiben unterzeichnet, mit dem er von allen öffentlichen Ämtern zurückträte. Danach, zwischen dem 13. und dem 15. August, besuchte er alle Einheiten der 4. Armee, die sich nahe Puławy, etwa 100 Kilometer südlich von Warschau befand. Er versuchte, die Kampfmoral der Soldaten zu stärken, denn viele Soldaten waren müde und demoralisiert, da die zahlreichen kürzlich durchgeführten Ersetzungen jedem das Ausmaß der polnischen Verluste zeigten. Das Nachschubwesen war ein Albtraum, da die polnische Armee mit Geschützen aus fünf und mit Gewehren aus sechs verschiedenen Ländern ausgerüstet war, von denen jedes andere Munition erforderte. Darüber hinaus war die Ausrüstung in einem schlechten Zustand. Piłsudski erinnert sich: „In der 21. Division traten fast die Hälfte der Soldaten barfuß zum Appell an.“ Gleichwohl gelang es Piłsudski in nur drei Tagen, die Kampfmoral seiner Truppen zu heben und sie für eine ihrer größten Anstrengungen zu motivieren.

### Die zweite Phase, 14. August

Zweite Phase der Schlacht: Der polnische Gegenangriff

Der 27. Infanteriedivision der Roten Armee gelang es, die Gemeinde Izabelin, 13 Kilometer vor der Hauptstadt, zu erreichen. Näher sollten die russischen Kräfte der Stadt Warschau jedoch nicht kommen, der Verlauf der Schlacht sollte sich bald ändern.
Tuchatschewski ging davon aus, dass alles nach seinem Plan verliefe, in Wirklichkeit lief er jedoch in Piłsudskis Falle. Der russische Vorstoß über die Weichsel in den Norden lief in ein leeres Einsatzgebiet, in dem sich keine nennenswerten polnischen Truppen befanden. Andererseits stellte Tuchatschewski südlich von Warschau nur symbolische Kräfte auf, um die lebenswichtige Verbindung zwischen der nordwestlichen und der südwestlichen Front zu sichern. Die Mosyr-Gruppe, die mit dieser Aufgabe betraut war, zählte nur 8.000 Soldaten. Ein weiterer Fehler neutralisierte die 1. Kavalleriearmee von Budjonny, die von Piłsudski und anderen polnischen Kommandeuren sehr gefürchtet wurde. Aufgrund des Beharrens von Tuchatschewski befahl das sowjetische Oberkommando der 1. Kavalleriearmee, aus dem Süden nach Warschau zu marschieren. Budjonny führte diesen Befehl jedoch aufgrund einer Ranküne zwischen den Kommandeuren der südwestlichen Front, General Jegorow und Tuchatschewski, nicht aus. Zusätzlich förderten politische Spiele von Stalin, zu der Zeit Kriegskommissar, den Ungehorsam von Jegorow und Budjonny. Stalin, auf der Suche nach persönlichem Ruhm, wollte das bereits belagerte Industriezentrum Lemberg erobern, anstatt wie befohlen Tuchatschewski zur Hilfe zu kommen. Letztendlich griffen Budjonnys Truppen Lemberg statt Warschau an und verpassten damit die Schlacht um Warschau. Tuchatschewski schrieb dazu später:

„Wenn Stalin und der Analphabet Budjonny in Galizien nicht ihren eigenen Krieg geführt hätten, hätte die Rote Armee nicht die Niederlage erlitten, die uns zwang, den Frieden von Riga zu unterzeichnen.“

Die polnische 5. Armee begann am 14. August mit der Überquerung der Wkra den Gegenangriff. Sie stand den vereinigten Kräften der sowjetischen 3. und 15. Armee gegenüber (die beide zahlenmäßig und technisch überlegen waren). Der Kampf um Nasielsk dauerte bis zum 15. August und endete mit der völligen Zerstörung der Stadt. Allerdings wurde der sowjetische Vormarsch auf Warschau und Modlin am Abend des 15. August gestoppt und die polnischen Truppen konnten an diesem Tag Radzymin zurückerobern, was der Moral der polnischen Truppe einen großen Aufschwung verlieh.
Von diesem Moment an trieb General Sikorskis 5. Armee die erschöpften sowjetischen Einheiten in einer geradezu blitzkriegsartigen Operation weg von Warschau. Sikorskis Einheiten, die von der Mehrzahl der wenigen polnischen Panzer, gepanzerten Fahrzeuge und Artillerie der beiden Panzerzüge begleitet wurde, rückte mit einer Geschwindigkeit von 30 Kilometer pro Tag vor und zerstörte bald die sowjetischen Hoffnungen auf den Abschluss ihres Einschluss-Manövers von Warschau im Norden.

### Die dritte Phase, 16. August
Am 16. August begann die polnische Reservearmee, kommandiert durch Józef Piłsudski, vom Wieprz aus nach Norden zu marschieren. Sie stand dabei der Mosyr-Gruppe gegenüber, einem sowjetischen Korps, das die Polen während der Kiew-Operation einige Monate zuvor besiegt hatte. Allerdings hatte die Mosyr-Gruppe während der Verfolgung der zurückweichenden polnischen Armeen die meisten ihrer Kräfte verloren und war auf lediglich zwei Divisionen reduziert worden, die eine 150 Kilometer lange Frontlinie auf der linken Flanke der sowjetischen 16. Armee abzudecken hatten. Am ersten Tag der Gegenoffensive berichtete nur eine von fünf polnischen Divisionen von Gegenwehr, während die anderen vier mit Unterstützung einer Kavallerie-Brigade ohne Widerstand 45 Kilometer in nördliche Richtung vorstoßen konnten. Am Abend war die Stadt Włodawa durch die polnischen Kräfte zurückerobert und die Kommunikations- und Versorgungsverbindungen der sowjetischen 16. Armee unterbrochen worden. Piłsudski war von dem Ausmaß dieses schnellen Erfolges überrascht. Die Einheiten der Reservearmee konnten in 36 Stunden etwa 70 Kilometer ohne nennenswerten Widerstand vorrücken und dabei die sowjetische Offensive teilen. Die Mosyr-Gruppe bestand lediglich aus der 57. Infanteriedivision, die bereits am ersten Tag der Operation geschlagen wurde. Infolgedessen konnten die polnischen Kräfte die große Lücke in der sowjetischen Front für ihre nordwärts gerichtete Offensive ausnutzen, mit zwei Armeen dem überraschten und konfusen Gegner nachstellen und ihn vernichtend schlagen.
Am 18. August wurde sich Michail Tuchatschewski in seinem Hauptquartier in Minsk, etwa 470 Kilometer östlich von Warschau, des vollen Ausmaßes seiner Niederlage bewusst und befahl seinen verbliebenen Truppen, sich zurückzuziehen und neu aufzustellen. Er hatte vor, die Front zu straffen, die polnische Offensive zu stoppen und die Initiative wiederzuerlangen. Seine Befehle kamen jedoch zu spät oder überhaupt nicht an. Das 3. Kavalleriekorps von General Gaik Bschischkjan setzte seinen Vormarsch in Richtung Pommern fort, wobei seine Seiten von der polnischen 5. Armee bedroht wurden. Der 5. Armee gelang es letztendlich, die bolschewistischen Armeen zurückzudrängen und nun in eine Verfolgungsjagd überzugehen. Um die Rückzugswege der Feinde abzuschneiden, unternahm die polnische 1. Division dieser Legion einen bemerkenswerten Marsch von Lubartów nach Białystok – 262 Kilometer in sechs Tagen. Die Soldaten kämpften in zwei Schlachten, schliefen nur einige Stunden und marschierten bis zu 21 Stunden am Tag. Ihre Aufopferung und Ausdauer wurde belohnt, indem die gesamte 16. sowjetische Armee bei Białystok abgeschnitten und die meisten Soldaten gefangen genommen wurden.
Die sowjetischen Armeen im Zentrum der Front verfielen in ein Chaos. Einige Divisionen setzten ihren Kampf in Richtung Warschau fort, andere wendeten sich zum Rückzug, verloren ihren Zusammenhalt und gerieten in Panik. Der russische Oberbefehlshaber verlor den Kontakt zu den meisten seiner Kräfte, und alle sowjetischen Pläne wurden über den Haufen geworfen. Nur die 15. Armee behielt ihre Ordnung bei und versuchte, den Befehl von Tuchatschewski auszuführen, den Rückzug der westlichen erweiterten 4. Armee zu decken. Aber die 15. Armee wurde zwischen dem 19. und dem 20. August zweimal geschlagen und reihte sich damit in die Unterlegenen der Roten Armee an der nordwestlichen Front ein. Tuchatschewski hatte keine andere Möglichkeit als einen vollständigen Rückzug über den Westlichen Bug. Bis zum 21. August verschwand jeglicher organisierte Widerstand, und bis zum 31. August wurden die Truppen der sowjetischen südwestlichen Front vollständig in die Flucht geschlagen.

### Nachwirkungen der Schlacht
Obwohl Polen ein Sieg gelang und die Russen zurückgedrängt werden konnten, war Piłsudskis Plan, die Rote Armee auszumanövrieren und zu umkreisen, nicht vollständig erfolgreich. Vier sowjetische Armeen begannen am 4. Juli innerhalb der nordwestlichen Front mit dem Marsch auf Warschau. Ende August waren die 4. und die 15. Armee im Feld geschlagen, ihre verbliebenen Soldaten überquerten die preußische Grenze und wurden entwaffnet. Diese Truppen wurden jedoch wieder freigelassen und kämpften bald wieder gegen Polen. Die 3. Armee zog sich so schnell nach Osten zurück, dass die polnischen Truppen nicht mithalten konnten; dementsprechend erlitt diese Armee die geringsten Verluste. Die 16. Armee zerfiel bei Białystok, und die meisten ihrer Soldaten wurden Kriegsgefangene. Der Großteil von Gaik Bschischkjans 3. Kavalleriekorps wurde über die deutsche Grenze getrieben, in Ostpreußen entwaffnet und anschließend interniert.

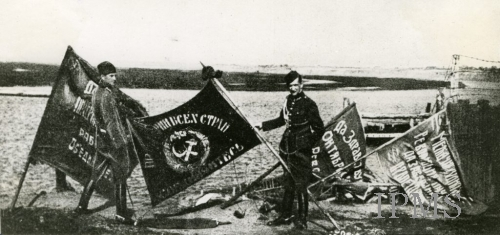
Polnische Soldaten zeigen eroberte sowjetische Standarten

Die sowjetischen Verluste beliefen sich auf 10.000 Tote, 500 Vermisste, 10.000 Verwundete und 65.000 Kriegsgefangene; auf polnischer Seite gab es etwa 4.500 Tote, 22.000 Verwundete und 10.000 Vermisste. Polen erbeutete etwa 231 Artillerie-Geschütze und 1.023 Maschinengewehre. Zwischen 25.000 und 30.000 sowjetrussische Soldaten konnten die Grenze zu Deutschland erreichen. Nach dem Überqueren der Grenze nach Ostpreußen wurden viele nur kurz festgehalten; dann erlaubte man ihnen, mit ihren Waffen und ihrer Ausrüstung fortzugehen. Etwa die Hälfte wurden entwaffnet und über Monate in deutschen Kriegsgefangenenlagern interniert. Auf diese Weise kamen ca. 10.000 Russen, von denen mehr als 1.000 in der Internierung starben, nach Mecklenburg in das Kriegsgefangenenlager Parchim, von wo die letzten im Juli 1921 nach Sowjetrussland zurückkehrten.
Der südliche Arm der Roten Armee wurde in die Flucht geschlagen und stellte für die Polen keine Bedrohung mehr dar. Budjonnys 1. Reiterarmee, die Lemberg belagerte, wurde in der Schlacht bei Komarów am 31. August 1920 und in der Schlacht bei Hrubieszów geschlagen. Mitte Oktober erreichte die polnische Armee die Linie Ternopil–Dubno–Minsk–Drissa.
Tuchatschewski gelang es, seine in östliche Richtung ausweichenden Kräfte zu reorganisieren, und er konnte eine neue Verteidigungslinie bei Hrodna bilden. In der Schlacht an der Memel zwischen dem 15. und dem 21. September konnte die polnische Armee erneut die Rote Armee schlagen und die Verteidigungslinie durchbrechen. Nach der Schlacht an der Szczara waren beide Armeen erschöpft, und am 12. Oktober wurde unter großem Druck aus Frankreich und Großbritannien ein Waffenstillstand unterzeichnet. Am 18. Oktober wurden die Kämpfe eingestellt, und am 18. März 1921 wurde der Frieden von Riga unterzeichnet, mit dem die Feindseligkeiten endeten.
Vor der Schlacht von Warschau hatte die sowjetische Propaganda den Fall der polnischen Hauptstadt als unmittelbar bevorstehend bezeichnet, und der absehbare Fall von Warschau sollte ein Signal für großangelegte kommunistische Revolutionen in Polen, Deutschland und anderen europäischen Ländern sein, die durch den Ersten Weltkrieg wirtschaftlich am Boden lagen. Die sowjetische Niederlage war somit ein Dämpfer für einige sowjetische Offizielle, unter anderem Wladimir Lenin.
Der Abgeordnete der Nationaldemokraten im Sejm, Stanisław Stroński, prägte die Redewendung Wunder an der Weichsel (polnisch Cud nad Wisłą), um sein Missfallen über Piłsudskis „ukrainisches Abenteuer“ auszudrücken. Strońskis Redewendung wurde von patriotischen und fromm gesinnten Polen, die sich des von Stroński gewählten ironischen Untertons nicht bewusst waren, mit Beifall übernommen.

### Entzifferung der sowjetischen Geheimcodes

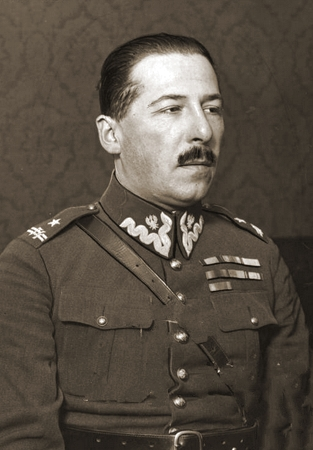
Jan Kowalewski, hier als Major

Nach Dokumenten, die 2005 im polnischen zentralen Militärarchiv gefunden wurden, gelang es polnischen Kryptoanalytikern des Biuro Szyfrów (deutsch: „Chiffrenbüro“), abgefangene russische Geheimcodes bereits im September 1919 zu entziffern. Zumindest einige polnische Siege, nicht nur in der Schlacht von Warschau, sondern im gesamten Feldzug, sind diesem Umstand zuzurechnen. Leutnant Jan Kowalewski (1892–1965), dem dieser Erfolg zugeschrieben wurde, erhielt 1921 den Orden Virtuti Militari.

## Schlachtordnungen

### Polnische Schlachtordnung

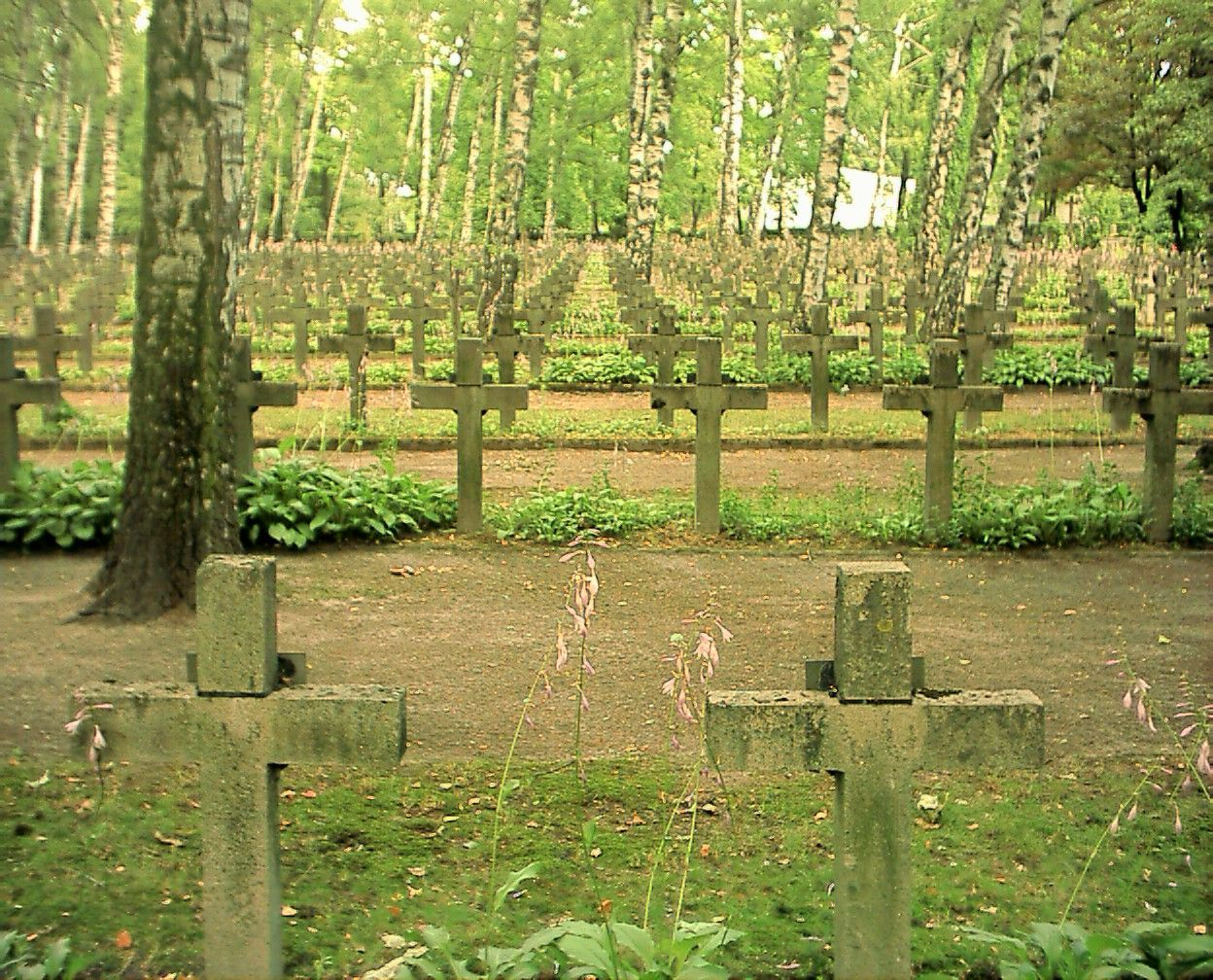
Gräber von polnischen Soldaten, die in der Schlacht von Warschau gefallen sind, auf dem Powązki-Friedhof in Warschau

3 Fronten (Nördliche, Zentrale, Südliche), 7 Armeen mit insgesamt 32 Divisionen: 46.000 Infanteristen; 2.000 Kavalleristen; 730 Maschinengewehre; 192 Artillerie-Batterien; und einige Panzereinheiten (hauptsächlich FT).
| Nördliche Front Haller | Zentrale Front Rydz-Śmigły | Südliche Front Iwaszkiewicz |
| ---------------------- | -------------------------- | --------------------------- |
| 5. Armee Sikorski      | 4. Armee Skierski          | 6. Armee Jędrzejewski       |
| 1. Armee Latinik       | 3. Armee Zieliński         | Ukrainische Armee Petljura  |
| 2. Armee Roja          |                            |                             |

Fronten:
- Nördliche Front: 250 km, von Ostpreußen, entlang der Weichsel, bis nach Modlin:
  - 5. Armee
  - 1. Armee – Warschau
  - 2. Armee – Warschau
- Zentrale Front:
  - 4. Armee – zwischen Dęblin und Kock
  - 3. Armee – zwischen südlich von Kock und Brody
- Südliche Front – zwischen Brody und der Dnister

### Sowjetische Schlachtordnung
| nordwestliche Front Tuchatschewski   |
| ------------------------------------ |
| 4. Armee Schuwajew                   |
| 3. Kavalleriekorps Gaik Bschischkjan |
| 15. Armee Kork                       |
| 3. Armee Lasariewitsch               |
| 16. Armee Sollogub                   |
| Reiterarmee Budjonny                 |

## Film
- 1920 – Die letzte Schlacht (1920 Bitwa Warszawska, POL 2011, Regie: Jerzy Hoffman)